# 아흐마드 이븐 아사드
아흐마드 이븐 아사드(영어: Ahmad ibn Asad, ? - 864/5년)는 사만 왕조 페르가나의 지배자이다. 아버지는 아사드 이븐 사만이다.
아흐마드는 라피 이븐 라이스(Rafi' ibn Laith)의 반역을 저지한 것에 대한 보상으로 아바스 왕조의 칼리파 알마문에게 페르가나를 다스리는 것을 허락받는다. 또한 사마르칸트를 다스리던 형제 누 이븐 아사드가 죽자, 아흐마드는 또 다른 형제인 야히아 이븐 아사드와 함께 그 도시를 다스렸다. 아흐마드는 야히아의 사후에 그의 영토 뿐만 아니라 트란스옥시아나, 부카라, 호라즘 등을 지배하였다. 그 후 사마르칸트는 아흐마드의 아들인 나스르 1세가 지배하였으며, 타슈켄트는 야쿱(Ya'qub)이 다스렸다.
| 전임 - | 사만 왕조 페르가나의 통치자 아흐마드 이븐 아사드 819년 - 864년(865년) | 후임 나스르 1세 |

| 전임 누 이븐 아사드 | 사만 왕조 사마르칸트의 통치자 아흐마드 이븐 아사드(+야히아) 851년 - 864년(865년) | 후임 나스르 1세 |

| 전임 야히아 이븐 아사드 | 사만 왕조 타슈켄트의 통치자 아흐마드 이븐 아사드 850년? - 864년 | 후임 야쿱 |